# Дзюцю Мънсюн
Дзюцю Мънсюн (на китайски: 沮渠蒙遜; на пинин: Jǔqú Méngxùn) е владетел на Северна Лян, управлявал от 401 до 433 година.

## Биография
Дзюцю Мънсюн е роден през 368 година в държавата Ранна Лян. Родът му е хунски, като самото му фамилно име е древна хунска титла. През следващите години областта на Джание, където живее, последователно е в границите на Ранна Цин и Късна Лян.
Двама от чичовците на Дзюцю Мънсюн са служители в двора на Късна Лян, но през 397 година са екзекутирани по заповед на владетеля Лю Гуан. В отговор на това той и братовчед му Дзюцю Нанчън започват въстание и убеждават местния управител Дуан Йе да се обяви за самостоятелен владетел, с което поставят началото на Северна Лян. През следващата година Дзюцю Мънсюн подчинява всички къснолянски територии на запад от Джание и установява столицата в този град.
През 401 година Дуан Йе убива Дзъцъ Нанчън, след което Дзъцъ Мънсюн го сваля и екзекутира, заемайки трона на Северна Лян. Той се признава номинално за васал на Късна Цин, но на практика управлява самостоятелно. Малко след това губи западните си владения около Дзиуцюен, където се образува Западна Лян, след което воюва с променлив успех с Късна Лян, Южна Лян и Западна Лян. През 412 година премества столицата си на югозапад в Гудзан (в днешен Ууей), който преди това е отнел от Южна Лян.
През 413 година Дзюцю Мънсюн воюва срещу Южна Лян, обсаждайки нейната столица Лъдъ (в днешен Хайдун). През следващата година Южна Лян е унищожена от Късна Цин и той активизира военните действия срещу Западна Лян. След като империята Дзин унищожава Късна Цин, през 418 година Дзъцъ Мънсюн се признава за неин васал. През 420 година нанася тежко поражение на Западна Лян, като самият владетел Ли Син е убит в боя, а през следващата година окончателно присъединява Западна Лян към владенията си. След разгрома на Западна Лян Дзюцю Мънсюн започва война срещу Западна Цин, която продължава до унищожаването на тази държава през 431 година. През 423 година става васал на империята Лю Сун, наследила Дзин, а през 426 година – и на Северна Уей.
Дзюцю Мънсюн умира през 433 година и е наследен от сина си Дзюцю Мудзиен.